# Jewel Changi Airport

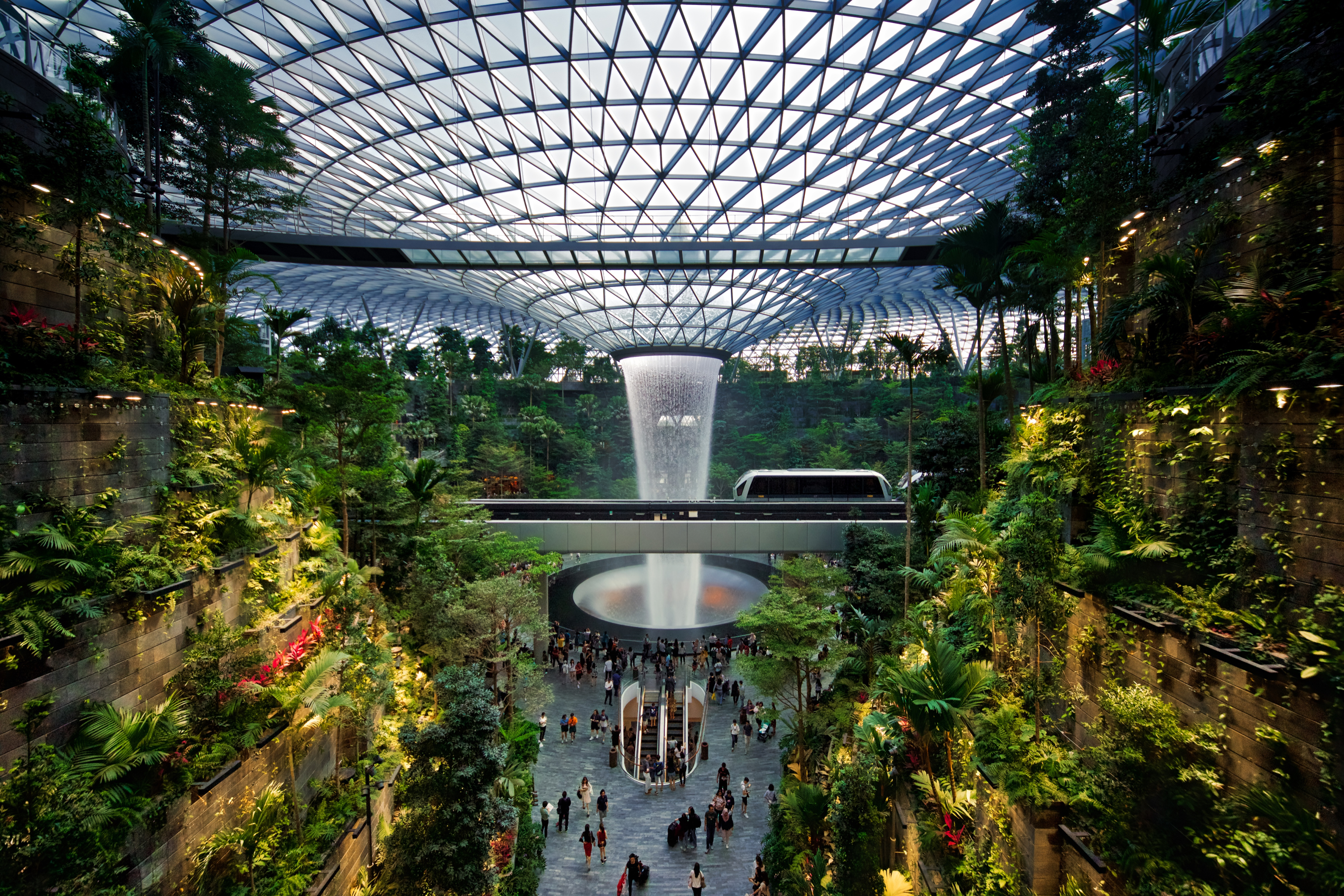
Visione del Jewel presso l'aeroporto Singapore-Changi

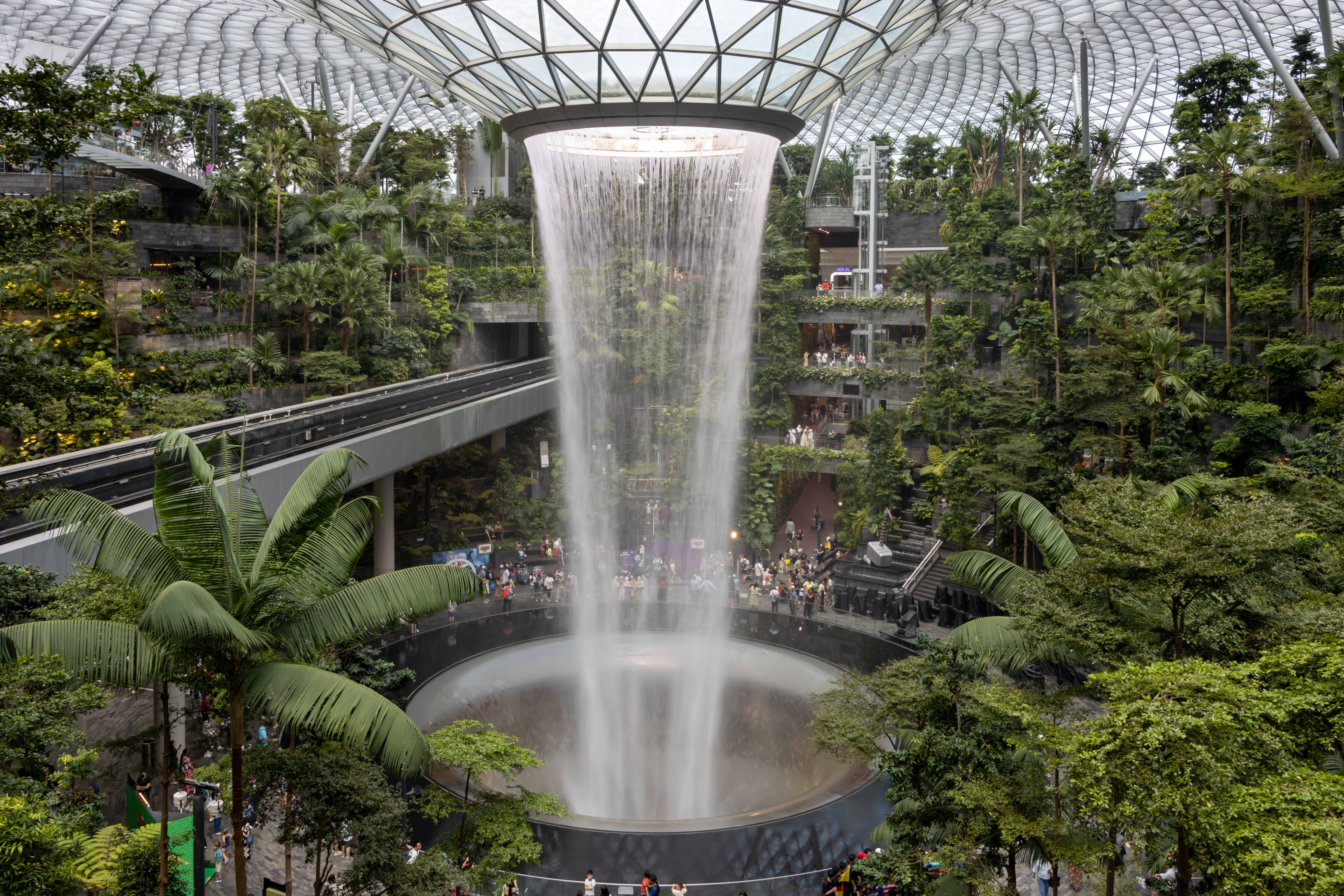
Vortice di Pioggia

Jewel Changi Airport (Jewel in italiano: gioiello) è uno sviluppo ad uso misto dell'Aeroporto di Singapore-Changi a Singapore che è stato inaugurato il 17 aprile 2019. Include giardini, attrazioni, strutture per la ristorazione e la vendita al dettaglio. Il complesso occupa un'area di 135.700 m, su 10 piani — cinque piani fuori terra e cinque piani seminterrati. Tra le attrazioni è presente il Vortice di Pioggia (HSBC Rain Vortex) che, con i suoi 40 metri di altezza, è la cascata al coperto più alta del mondo; la Valle della Foresta, un giardino al coperto che occupa 5 piani ed il Parco Canopy al livello più alto.